# الكلية الكندية الدولية
الكلية الكندية الدولية أو المعهد الكندي العالي هو أحد المعاهد التعليمية الخاصة المصرية وقد أنشئت عام 2004 وله فرعين بالسادس من أكتوبر هما (المعهد الكندي العالي لتكنولوجيا الإدارة، المعهد الكندي العالي لتكنولوجيا الهندسة) وفرعين بالقاهرة الجديدة هما (المعهد الكندي العالي لتكنولوجيا الهندسة والإدارة، المعهد الكندي العالي لتكنولوجيا الإعلام الحديث). ويحصل الخريج على شهادتين، واحدة مصرية وأخرى كندية من إحدى الجامعات الشريكة.

## المعاهد
- المعهد الكندي العالي لتكنولوجيا الهندسة والإدارة
  - هندسة الاتصالات والإلكترونيات
  - الهندسة الصناعية
  - الهندسة المدنية
  - هندسة الميكاترونيات
  - الهندسة المعمارية
  - تكنولوجيا المعلومات (إدارة معلومات - إدارة شبكات)
  - إدارة الإعمال
- المعهد الكندى العالي للهندسة
  - الهندسة المدنية
  - هندسة الاتصالات والالكترونيات.
  - الهندسة المعمارية
- المعهد الكندي العالي لتكنولوجيا الإعلام الحديث
  - الصحافة
  - اعلام مسموع ومرئي
  - العلاقات العامة والإعلان
- المعهد الكندي العالي للإدارة
  - إدارة الأعمال
  - تكنولوجيا المعلومات[2]